# Brian Huggett
Brian Huggett (Porthcawl, Gales; 18 de noviembre de 1936-22 de septiembre de 2024) fue un golfista británico.

## Biografía
Ganó dieciséis eventos del circuito europeo entre 1962 y 1978, incluyendo dos ediciones del European Tour. También ganó en diez ocasiones el European Seniors Tour entre 1992 y 2000. 
Fue oficial de la Orden del Imperio Británico en 1978. Era el padre de la actriz Sandra Huggett.

## Palmarés

### Tour Europeo (2)
| No. | Fecha               | Torneo          | Marcador              | Margen de victoria | Finalista    |
| --- | ------------------- | --------------- | --------------------- | ------------------ | ------------ |
| 1   | 13 de abril de 1974 | Portuguese Open | −4 (71-66-68-67=272)  | 4 golpes           | John Fourie  |
| 2   | 4 de junio de 1978  | B.A./Avis Open  | −13 (65-66-71-69=271) | 3 golpes           | Eamonn Darcy |

- Fuente:[4]

Récord en desempates (0–1)
| No. | Año  | Torneo                         | Rival      | Resultado                            |
| --- | ---- | ------------------------------ | ---------- | ------------------------------------ |
| 1   | 1972 | Sunbeam Electric Scottish Open | Neil Coles | Perdió con birdie en el segundo hoyo |

- Fuente:[5]

### Victorias en Gran Bretaña e Irlanda (11)
| Fecha                    | Toreno                       | Marcador        | Margen de victoria | Finalista(s)                  | Ref.   |
| ------------------------ | ---------------------------- | --------------- | ------------------ | ----------------------------- | ------ |
| 27 de abril de 1963      | Cox Moore Tournament         | 72-68-70-66=276 | 1 golpe            | John Jacobs                   | [ 6 ]  |
| 10 de junio de 1967      | PGA Close Championship       | 66-67-67-71=271 | 8 golpes           | Jimmy Hitchcock, Bernard Hunt | [ 7 ]  |
| 17 de junio de 1967      | Martini International        | 69-70-70-70=279 | Empate             | Malcolm Gregson               | [ 8 ]  |
| 1 de junio de 1968       | Sumrie Tournament            | 69-75-70-68=282 | 4 golpes           | Ángel Gallardo                | [ 9 ]  |
| 15 de junio de 1968      | Martini International        | 72-69-66-71=278 | 2 golpes           | Tommy Horton                  | [ 10 ] |
| 8 de septiembre de 1968  | News of the World Match Play | 1 up            | 1 up               | John Panton                   | [ 11 ] |
| 31 de mayo de 1969       | Daks Tournament              | 71-71-75-72=289 | 2 golpes           | Bernard Gallacher             | [ 12 ] |
| 1 de julio de 1969       | Bowmaker Tournament          | 68-67=135       | Empate             | Tony Grubb                    | [ 13 ] |
| 21 de junio de 1970      | Carroll's International      | 68-68-69-74=279 | 7 golpes           | Christy O'Connor Snr          | [ 14 ] |
| 12 de septiembre de 1970 | Dunlop Masters               | 80-78-70-65=293 | 5 golpes           | David Graham                  | [ 15 ] |
| 5 de junio de 1971       | Daks Tournament              | 69-75-68-72=284 | Empate             | Neil Coles                    | [ 16 ] |

### Europa Continental (3)
| Fecha                | Toreno       | Marcador        | Margen de victoria | Finalista(s)  | Ref.   |
| -------------------- | ------------ | --------------- | ------------------ | ------------- | ------ |
| 5 de agosto de 1962  | Dutch Open   | 69-71-65-69=274 | 2 golpes           | Gerard de Wit | [ 17 ] |
| 11 de agosto de 1963 | German Open  | 70-70-68-70=278 | 1 golpe            | Peter Alliss  | [ 18 ] |
| 22 de marzo de 1970  | Algarve Open | 75-78-71-69=293 | 3 golpes           | Andrew Brooks | [ 19 ] |

### Otros (8)
- 1957: Sunningdale Foursomes (con Ross Whitehead)[20]
- 1961: Gleneagles Hotel Foursomes Tournament (con Martin Christmas)[21]
- 1965: Smart Weston Tournament,[22] Gleneagles Hotel Foursomes Tournament (con Michael Burgess)[23]
- 1968: Shell Winter Tournament[24]
- 1969: Turnberry-B.O.A.C. Foursomes Tournament (con Colin Cowdrey)[25]
- 1972: Sumrie Better-Ball (con Malcolm Gregson)[26]
- 1978: Rank-Xerox Welsh Professional Championship[27]

### Senior PGA Tour (1)
| N.º | Fecha               | Torneo              | Marcador             | Margen de victoria | Finalista     |
| --- | ------------------- | ------------------- | -------------------- | ------------------ | ------------- |
| 1   | 9 de agosto de 1998 | Senior British Open | −5 (71-70-71-71=283) | Playoff            | Eddie Polland |

Desempates en el Senior PGA Tour playoff (1–0)
| No. | Año  | Torneo              | Rival         | Resultado                      |
| --- | ---- | ------------------- | ------------- | ------------------------------ |
| 1   | 1998 | Senior British Open | Eddie Polland | Ganó con par en el primer hoyo |

- Fuente:[28]

### European Seniors Tour (10)
| N.º | Fecha                   | Torneo                           | Marcador                | Margen de victoria | Finalista                    |
| --- | ----------------------- | -------------------------------- | ----------------------- | ------------------ | ---------------------------- |
| 1   | 26 de abril de 1992     | Gary Player Anvil Senior Classic | +5 (76-74-71=221)       | Playoff            | Tommy Horton                 |
| 2   | 30 de agosto de 1992    | Northern Electric Seniors        | +8 (75-74-75=224)       | Playoff            | David Jimenez                |
| 3   | 13 de junio de 1993     | Northern Electric Seniors (2)    | −1 (73-34=107) Sources: | 1 golpe            | Tommy Horton, Brian Waites   |
| 4   | 7 de agosto de 1993     | Forte PGA Seniors Championship   | −6 (69-65-70=204)       | 3 golpes           | Bobby Verwey                 |
| 5   | 22 de mayo de 1994      | La Manga Spanish Seniors Open    | −1 (72-74-69=215)       | Playoff            | Malcolm Gregson, David Snell |
| 6   | 1 de abril de 1995      | Windsor Senior Masters           | −7 (70-67-72=209)       | 1 golpe            | Antonio Garrido              |
| 7   | 3 de septiembre de 1995 | Shell Scottish Seniors Open      | −10 (64-70-66=200)      | 2 golpes           | Neil Coles                   |
| 8   | 2 de agosto de 1998     | Schroder Senior Masters          | −7 (72-71-66=209)       | Playoff            | Neil Coles, Eddie Polland    |
| 9   | 9 de agosto de 1998     | Senior British Open              | −5 (71-70-71-71=283)    | Playoff            | Eddie Polland                |
| 10  | 7 de mayo de 2000       | Beko Classic                     | −8 (69-68-71=208)       | Playoff            | Bob Shearer                  |

Desempates en el European Seniors Tour (6–1)
| No. | Año  | Torneo                                | Rival                        | Resultado                           |
| --- | ---- | ------------------------------------- | ---------------------------- | ----------------------------------- |
| 1   | 1992 | Gary Player Anvil Senior Classic      | Tommy Horton                 | Ganó con par en el cuarto hoyo      |
| 2   | 1992 | Northern Electric Seniors             | David Jimenez                | Ganó con par en el primer hoyo      |
| 3   | 1994 | La Manga Spanish Seniors Open         | Malcolm Gregson, David Snell | Ganó con eagle en el primer hoyo    |
| 4   | 1996 | Castle Royle European Seniors Classic | Tommy Horton                 | Perdió con birdie en el primer hoyo |
| 5   | 1998 | Schroder Senior Masters               | Neil Coles, Eddie Polland    | Ganó con birdie en el primer hoyo   |
| 6   | 1998 | Senior British Open                   | Eddie Polland                | Ganó con par en el primer hoyo      |
| 7   | 2000 | Beko Classic                          | Bob Shearer                  | Ganó con par en el primer hoyo      |

- Fuentes:[32][33][34][35][36][37]

### Campeonatos Senior (1)
| Año  | Campeonato          | Marcador             | Diferencia | Finalista     |
| ---- | ------------------- | -------------------- | ---------- | ------------- |
| 1998 | Senior British Open | −5 (71-70-71-71=283) | Playoff1   | Eddie Polland |

## Resultados en Campeonatos Major
| Torneo                | 1961 | 1962 | 1963 | 1964 | 1965 | 1966 | 1967 | 1968 | 1969 |
| --------------------- | ---- | ---- | ---- | ---- | ---- | ---- | ---- | ---- | ---- |
| Masters Tournament    |      |      |      |      |      |      |      |      | CUT  |
| The Open Championship | T25  | T3   | T14  | CUT  | T2   | T43  | T25  | T13  | T16  |

| Tournament            | 1970 | 1971 | 1972 | 1973 | 1974 | 1975 | 1976 | 1977 | 1978 | 1979 |
| --------------------- | ---- | ---- | ---- | ---- | ---- | ---- | ---- | ---- | ---- | ---- |
| Masters Tournament    |      |      |      |      |      |      |      |      |      |      |
| The Open Championship | T28  | T25  | T26  | CUT  | CUT  | T40  | CUT  | T48  | CUT  | CUT  |

- CUT = No superó el corte (3° ronda en 1973, 1974 y 1978 en el Open Championships)
- "T" = Empate
- Nota: Huggett nunca jugó el U.S. Open ni en el PGA Championship.
- Fuente:[39]

## Apariciones en equipo
- Ryder Cup (representando a Gran Bretaña e Irlanda): 1963, 1967, 1969 (empató), 1971, 1973, 1975, 1977 (capitán)[40]
- World Cup (representando a Gales): 1963,[41] 1964,[42] 1965,[43] 1968,[44] 1969,[45] 1970,[46] 1971,[47] 1976,[48] 1979[49]
- R.T.V. International Trophy (representando a Gales): 1967[50]
- Double Diamond International (representando a Gales): 1971,[51] 1972,[52] 1973,[53] 1974 (capitán),[54] 1975,[55] 1976,[56] 1977 (capitán)[57]
- Marlboro Nations' Cup (representando a Gales): 1972,[58] 1973[59]
- Sotogrande Match/Hennessy Cognac Cup (representando a Gran Bretaña e Irlanda): 1974 (campeón, capitán),[60] 1978 (campeón, capitán)[61]
- Praia d'El Rey European Cup (representando a European Seniors Tour): 1998 (tie)[62]